# 长生剑

《長生劍》，天地圖書出版社版本，1997年出版

《長生劍》為古龍晚期小說，為《七種武器》之一。列為1974年2月南琪《武林七靈》之一。

## 內容簡介
古龍在書末說：「所以我說的第一種武器，並不是劍，而是笑，只有笑才能真的征服人心。所以當你懂得這道理，就應該收起你的劍來多笑一笑！」

## 主要人物
- 白玉京：像古龍小說中眾多的人物一樣，是一個不羈的浪子，他儘管威名遠播，但始終孤獨一人，一直四處流浪漂泊，尋找一份真正的愛。精於獨門劍法「長生劍」，將內功注入劍中，產生強大的螺旋劍氣，刺穿對手的身體。
- 袁紫霞：一個聰明的女子，懂得使用人類最原始最有效的武器 -- 微笑，使她能夠輕易周旋於武林高手之間。

## 次要人物
- 方龍香：他的右手是個鐵鉤子，非常英俊的臉。
- 公孫靜：青龍會其中一個分壇的堂主。
- 趙一刀：快刀幫幫主太行趙一刀，喜歡用一刀替人治頭痛。
- 苗燒天：河東赤發幫幫主，食物異於常人。
- 白馬張三：白馬幫幫主河西白馬。
- 朱大少：萬金堂堂主。
- 衛天鷹：青龍十二煞排行第二。

## 小說目錄
1. 風雲客棧
2. 天上白玉京
3. 殺人金環
4. 長夜未盡
5. 僵屍
6. 好亮的刀
7. 衛天鷹的陰影
8. 第一種武器

## 改編電影
- 1977年，台灣，《白玉京》，導演：李嘉，七種武器之長生劍

## 外部連結
- 七種武器網上閱讀(繁體)
- 七種武器網上閱讀(簡體) （页面存档备份，存于）
- 長生劍--我聽到了地下的笑聲
- 神兵暗器
- 白玉京